# James Wallén
James Gunnar Wallén, född 6 maj 1945 i Stockholm, är en svensk ljudtekniker och filmproducent. Han hade även en liten biroll som polis i filmen Anderssonskans Kalle i busform (1973).

## Producent
- 1972 – Anderssonskans Kalle